# Řád stříbrného vlka
Řád stříbrného vlka je nejvyšším vyznamenáním české skautské organizace Junák – český skaut pro muže. Oceňuje mimořádné zásluhy na rozvoji českého skautského hnutí a šíření jeho myšlenek, zpravidla za celoživotní službu. V jednom okamžiku může toto vyznamenání nést pouze 12 žijících nositelů, kteří tvoří Sbor nositelů Řádu stříbrného vlka. Analogickým vyznamenáním pro ženy je Řád stříbrného trojlístku. Řád je obdobou nejvyššího celosvětového skautského vyznamenání Bronzového vlka, jež udílí WOSM.

## Historie
Řád stříbrného vlka byl poprvé zřízen v roce 1919 v tehdejším předchůdci Junáka, Svazu skautů, podle vzoru stejnojmenného britského vyznamenání. Po sloučení skautských organizací do Junáka v roce 1939 byl vyznamenáním federálního Československého Junáka až do roku 1992, kdy byl při rozpuštění federace zrušen.
Znovu byl jako české vyznamenání zřízen Valným sněmem Junáka v roce 1995 a v roce 2003 jeho Náčelnictvem potvrzen jako nejvyšší vyznamenání organizace pro muže. Vyznamenání se stejným názvem a genezí (Rad strieborného vlka) používá i Slovenský skauting.

## Vyznamenání
Návrh na udělení vyznamenání může podat organizační jednotka Junáka (středisko, okres nebo kraj). Návrh schvaluje Sbor nositelů Řádu a náčelník Junáka, který jej také na výročí svátku svatého Jiří následně uděluje.
Insignii řádu tvoří stříbrný vpravo kráčející vlk, na hřbetě s polokruhovým ouškem a závěsnou sponou. Výška plastické figury je 26 mm, délka 43 mm a síla 7 mm. Stuha řádu je náhrdelní, 38 mm široká a 700 mm dlouhá, červeno : bílo : modro : bílo : modro : bílo : červená v poměru (mm) 4:2:2:22:2:2:4. Stužka odpovídá barevně stuze a má rozměry 38 × 10. Insignie řádu se nosí na náhrdelní stuze s insignií přes šátek nebo vázanku.
Nositelé Řádu mají právo zapojovat se do činnosti a jednání kterékoliv organizační jednotky Junáka.

## Nositelé

### Žijící
- Jiří Zajíc – Edy[7]
- Ladislav Šrom – Havran[8]
- Jiří Lukšíček – Rys
- Jiří Čejka – Péguy
- Libor Kvapil – Sir[9]
- Tomáš Řehák – Špalek[10]
- Jaroslav Pulkrábek – Ran[11]

### Zemřelí

#### Československé vyznamenání (do r. 1993)
- Antonín Benjamin Svojsík
- Jan Novák – Mangidon[12]
- Tomáš Garrigue Masaryk
- Josef Rössler-Ořovský
- Eduard Schwarzer
- Bohuslav Řehák
- Augustín Šrámek
- Josef Šimánek
- Alois Ježek
- Karel II., rumunský král
- Mikuláš, rumunský princ
- Josef Charvát
- Rudolf Plajner
- František Kulík
- Ladislav Filip
- Bohuslav Bursík
- Jan Otakar Martinovský
- Eduard Ureš
- František Jandus
- František Němec
- Viktor Horník
- Miloslav Stržínek
- Ivan Janček
- Antonín Sum
- Ľudovít Ozábal[6]

#### České vyznamenání (od r. 1995, neúplný seznam)
- Jaroslav Foglar – Jestřáb
- Miloš Blažek – Merkur[13]
- Jiří Stránský – Jířa[14]
- Karel Lešanovský – Kay
- Rostislav Tománek – Stic[15]
- Jan Písko[16]
- Karel Čihák – Kája[2]
- Petr Hájek – Balú[17]
- Karel Procházka – Hockay[4]
- Jan Janků – Šerif[18]
- Lubor Šušlík – Bill[19]
- Eduard Marek – Hroznýš[20]
- Jiří Světlík – Medvěd[21]
- Zdeněk Navrátil – Fetišek[22]
- Ladislav Bartůněk – Balda[23][24]
- Evžen Řezáč – Jestřáb[1][25]